# Écohydrologie
L’écohydrologie (du grec οἶκος, oikos, « maison » ; ὕδωρ, hydōr, « eau », et -λογία, -logia, « étude ») est un domaine interdisciplinaire qui étudie les interactions entre l'eau et les écosystèmes. C'est la partie de l'hydrologie focalisée sur l'écologie. Ces interactions peuvent avoir lieu au sein de milieux aquatiques (les rivières et les lacs), ou sur la terre (les forêts, les déserts et les autres écosystèmes terrestres). Les domaines de recherche en écohydrologie comprennent l'évapotranspiration et l'utilisation de l'eau de la plante, l'adaptation des organismes à leur environnement aquatique, l'influence de la végétation sur l'écoulement et la fonction des cours d'eau et les réactions entre les processus écologiques et le cycle hydrologique.

## Concepts clés

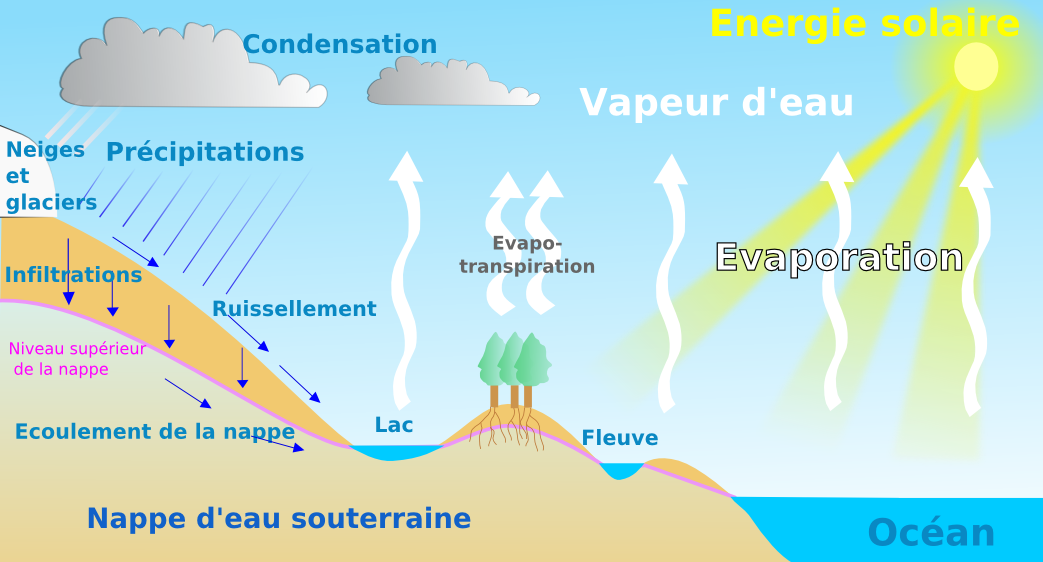
Le cycle naturel de l’eau.

Le cycle de l'eau décrit le mouvement continu de l'eau sur, au-dessus et au-dessous de la surface sur la terre. Ce flux est modifié par les écosystèmes à plusieurs points. La transpiration des plantes fournit la majeure partie du débit d'eau dans l'atmosphère. L'eau est influencée par la couverture végétale alors qu'elle coule sur la surface de la terre, tandis que les lits des rivières peuvent être façonnés par la végétation.
Les écohydrologues étudient les systèmes terrestres et aquatiques. Dans les écosystèmes terrestres (comme les forêts, les déserts et les savanes), les interactions entre la végétation, la surface terrestre, la zone vadose et les eaux souterraines sont l'axe principal des études. Dans les écosystèmes aquatiques (comme les rivières, les ruisseaux, les lacs et les zones humides), l'accent est mis sur la façon dont la chimie de l'eau, la géomorphologie et l'hydrologie affectent leur structure et leur fonction.

### Principes

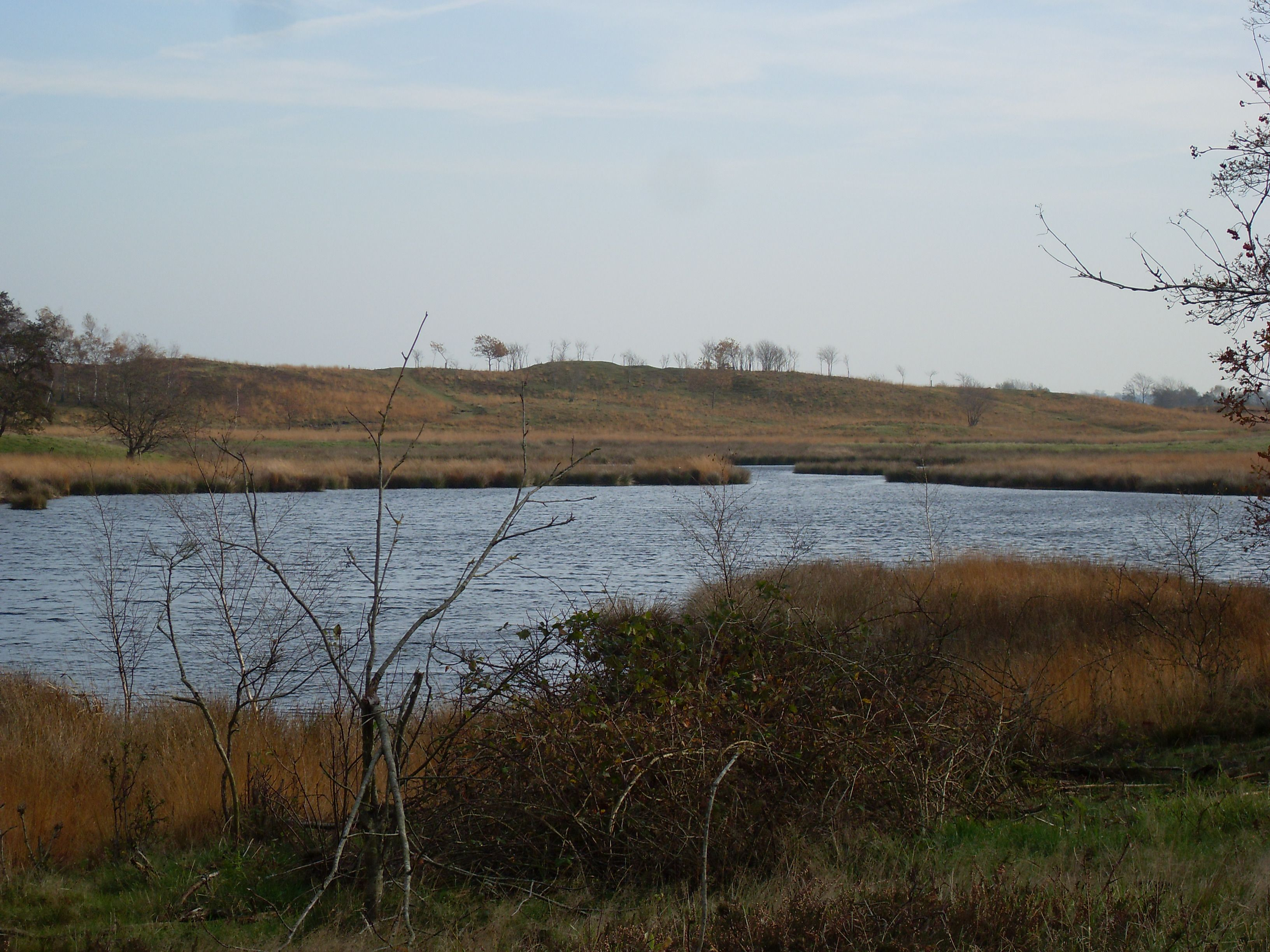
Dune sur le Treßsee, dans le Schleswig-Holstein, en Allemagne.

Les principes de l'écohydrologie sont exprimés en trois composants séquentiels :
1. Hydrologique (cadre) : La quantification du cycle hydrologique d'un bassin devrait être un modèle pour l'intégration fonctionnelle des processus hydrologiques et biologiques.
2. Écologique (objectif) : Les processus intégrés à l'échelle d'un bassin hydrographique peuvent être orientés de manière à en accroître la capacité porteuse et le service écosystémique. Ce composant traite de la résiloience et de la réactivité de l'écosystème.
3. Génie écologique (méthode) : La régulation des processus hydrologiques et écologiques, basée sur une approche systémique unifiante, est un nouvel outil pour la gestion intégrée de l'eau du bassin traité. Cette méthode intègre le cadre hydrologique et les objectifs écologiques afin d'améliorer la qualité de l'eau et le service écosystémique, en utilisant des méthodes d'ingéniérie telles que des digues, la biomanipulation, la reforestation et d'autres stratégies de gestion.

Leur expression comme des hypothèses testables (Zalewski et coll., 1997) peuvent être vu comme :
- H1 : Les processus hydrologiques régissent généralement le biote ;
- H2 : Le biote peut être façonné pour en faire un outil de régulation des processus hydrologiques ;
- H3 : Ces deux types de régulations (H1 et H2) peuvent être intégrés avec une infrastructure hydro-technique pour améliorer la gestion durable de l'eau et le service écosystémique.

### La végétation et le stress hydrique

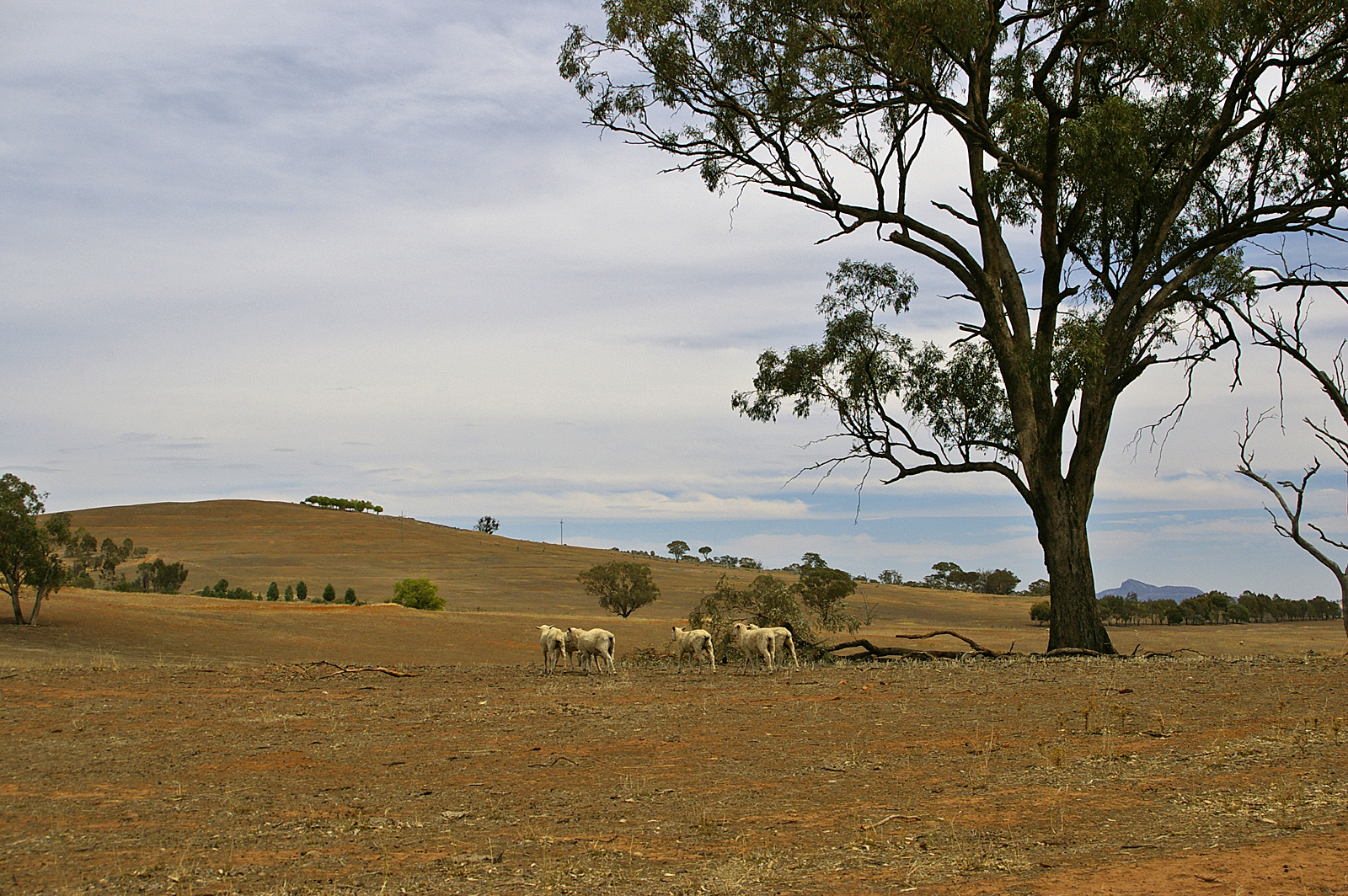
Végétation et troupeau de moutons affectés par la sécheresse à Uranquinty, Nouvelle Galles du Sud.

Un concept fondamental de l'écohydrologie est que la physiologie végétale est directement liée à la disponibilité de l'eau. Là où il y a suffisamment d'eau, comme dans les forêts tropicales, la croissance des plantes dépend davantage de la disponibilité des éléments nutritifs. Cependant, dans les zones semi-arides, comme les savanes africaines, le type de végétation et sa distribution se rapportent directement à la quantité d'eau que les plantes peuvent extraire du sol. Lorsque l'eau du sol est insuffisante, une condition de stress hydrique se produit. Les plantes sous stress hydrique diminuent leur transpiration et leur photosynthèse à l'aide d'un certain nombre de réponses, y compris la fermeture de leurs stomates. Cette diminution du flux d'eau de canopée et du flux de dioxyde de carbone peut influencer le climat environnant et la météo.
L'humidité insuffisante du sol produit un stress pour les plantes, et la disponibilité de l'eau est l'un des deux facteurs les plus importants (la température étant l'autre) qui déterminent la répartition des espèces. Les vents forts, l'humidité relative atmosphérique faible, le dioxyde de carbone faible, la température élevée et l'irradiation élevée exacerbent l'insuffisance d'humidité du sol. La disponibilité de l'humidité du sol est également réduite à faible température du sol. L'une des premières réponses à l'insuffisance d'apport d'humidité est une réduction de la pression de turgescence ; L'expansion et la croissance des cellules sont immédiatement inhibées, et les pousses non naturellement protégées disparaissent rapidement.
Le concept de déficit hydrique, développé par Stocker dans les années 1920,,, est un indice utile de l'équilibre dans la plante entre l'absorption et la perte d'eau. Les légers déficits d'eau sont normaux et ne nuisent pas au fonctionnement de la plante, tandis que les déficits plus importants perturbent les processus normaux des plantes.
Une augmentation du stress hydrique dans le milieu d'enracinement aussi faible que 5 atmosphères affecte la croissance, la transpiration et l'équilibre hydrique interne dans les semis, bien plus encore en épinette de Norvège que dans le bouleau, le tremble ou le pin sylvestre. La diminution du taux net d'assimilation est plus élevée pour l'épinette que pour les autres espèces et, de ces espèces, seule l'épinette ne présente aucune augmentation de l'efficacité de l'utilisation de l'eau alors que le sol devient plus sec. Les deux conifères montrent des différences plus importantes dans le potentiel hydrique entre la feuille et le substrat que les feuillus. Le taux de transpiration diminue moins chez le épinette de Norvège que chez les trois autres espèces, car le stress hydrique du sol augmente jusqu'à 5 atmosphères dans des environnements contrôlés. Dans les conditions sur le terrain, les aiguilles d'épinette de Norvège perdent trois fois plus d'eau de l'état complètement turgide que les feuilles de bouleau et de tremble et deux fois plus que le pin sylvestre, avant la fermeture apparente des stomates (bien qu'il y ait une certaine difficulté à déterminer le point exact de fermeture). L'assimilation peut donc se prolonger plus longtemps dans les épinettes que dans les pins lorsque les contraintes de l'eau de la plante sont élevées, bien que l'épinette soit probablement la première à « manquer d'eau ».

### La dynamique de l'humidité du sol
L'humidité du sol est un terme général décrivant la quantité d'eau présente dans la zone vadose, ou la partie insaturée du sol sous le sol. Comme les plantes dépendent de cette eau pour leurs processus biologiques critiques, l'humidité du sol fait partie intégrante de l'étude de l'écohydrologie. L'humidité du sol est généralement décrite par la teneur en eau, {\displaystyle \theta }, et la saturation, {\displaystyle S}. ; ces termes sont liés par la porosité, par le biais de l'équation {\displaystyle \theta =nS}. Les changements dans l'humidité du sol au cours du temps forment la dynamique de l'humidité du sol.
Des études mondiales récentes utilisant des isotopes stables à l'eau montrent que l'humidité du sol n'est pas également disponible pour la recharge des eaux souterraines ou pour la transpiration des plantes,.

### Considérations temporelles et spatiales
La théorie écohydrologique met également l'accent sur les considérations de relations temporelles et spatiales. L'hydrologie, en particulier au moment des événements de précipitations, peut être un facteur critique dans la façon dont un écosystème évolue avec le temps. Par exemple, les paysages méditerranéens connaissent des étés secs et des hivers humides. Si la végétation a une saison de croissance estivale, elle éprouve souvent un stress hydrique, même si les précipitations totales tout au long de l'année peuvent être modérées. Les écosystèmes de ces régions ont généralement évolué pour soutenir les graminées élevées en eau pendant l'hiver, lorsque la disponibilité de l'eau est élevée, et les arbres adaptés à la sécheresse en été, quand elle est faible.
L'écohydrologie se préoccupe également des facteurs hydrologiques de la répartition spatiale des plantes. L'espacement optimal et l'organisation spatiale des plantes est au moins partiellement déterminée par la disponibilité de l'eau. Dans les écosystèmes à faible humidité du sol, les arbres se situent généralement plus loin les uns des autres que dans les zones bien arrosées.

## Les équations de base et les modèles

### L'équilibre de l'eau à un point
Une équation fondamentale de l'écohydrologie est le bilan hydrique en un point donné. Un bilan hydrique indique que la quantité d'eau entrant dans le sol doit être égale à la quantité d'eau qui quitte le sol plus la variation de la quantité d'eau stockée dans le sol. Le bilan hydrique comporte quatre composantes principales : l'infiltration des précipitations dans le sol, l'évapotranspiration, la fuite d'eau vers des parties plus profondes du sol non accessibles à la plante, et le ruissellement à la surface du sol. Il est décrit par l'équation suivante :
{\displaystyle nZ_{r}{\frac {ds(t)}{dt}}=P(t)-I(t)-R[s(t),t]-E[s(t)]-F[s(t)]}
Les termes du côté gauche de l'équation décrivent la quantité totale d'eau contenue dans la zone d'enracinement. Cette eau, accessible à la végétation, a un volume égal à la porosité du sol ({\displaystyle n}) multipliée par sa saturation ({\displaystyle s}) et de la profondeur des racines de la plante ({\displaystyle Z_{r}}). L'équation différentielle {\displaystyle ds(t)/dt} décrit les changements de la saturation du sol au fil du temps. Les termes à droite décrivent le taux de précipitations ({\displaystyle P}), d'interception par les plantes ({\displaystyle I}), de ruissellement des eaux ({\displaystyle R}), d'évapotranspiration ({\displaystyle E}), et de fuite ({\displaystyle F}). Ceux-ci sont généralement donnés en millimètres par jour (mm/j). Le ruissellement, l'évaporation et la fuite dépendent fortement de la saturation du sol à un moment donné.
Afin de résoudre l'équation, il faut connaître le taux d'évapotranspiration en fonction de l'humidité du sol. Le modèle généralement utilisé pour le décrire indique que, au-dessus d'une certaine saturation, l'évaporation ne dépend que de facteurs climatiques tels que la lumière du soleil disponible. En dessous ce point, l'humidité du sol impose des contrôles sur l'évapotranspiration, et elle diminue jusqu'à ce que le sol atteigne le point où la végétation ne peut plus extraire d'eau. Ce niveau de sol est généralement appelé « point de flétrissement permanent ». Ce terme est source de confusion car beaucoup d'espèces végétales ne « fanent » pas réellement.